# Théodore Champion

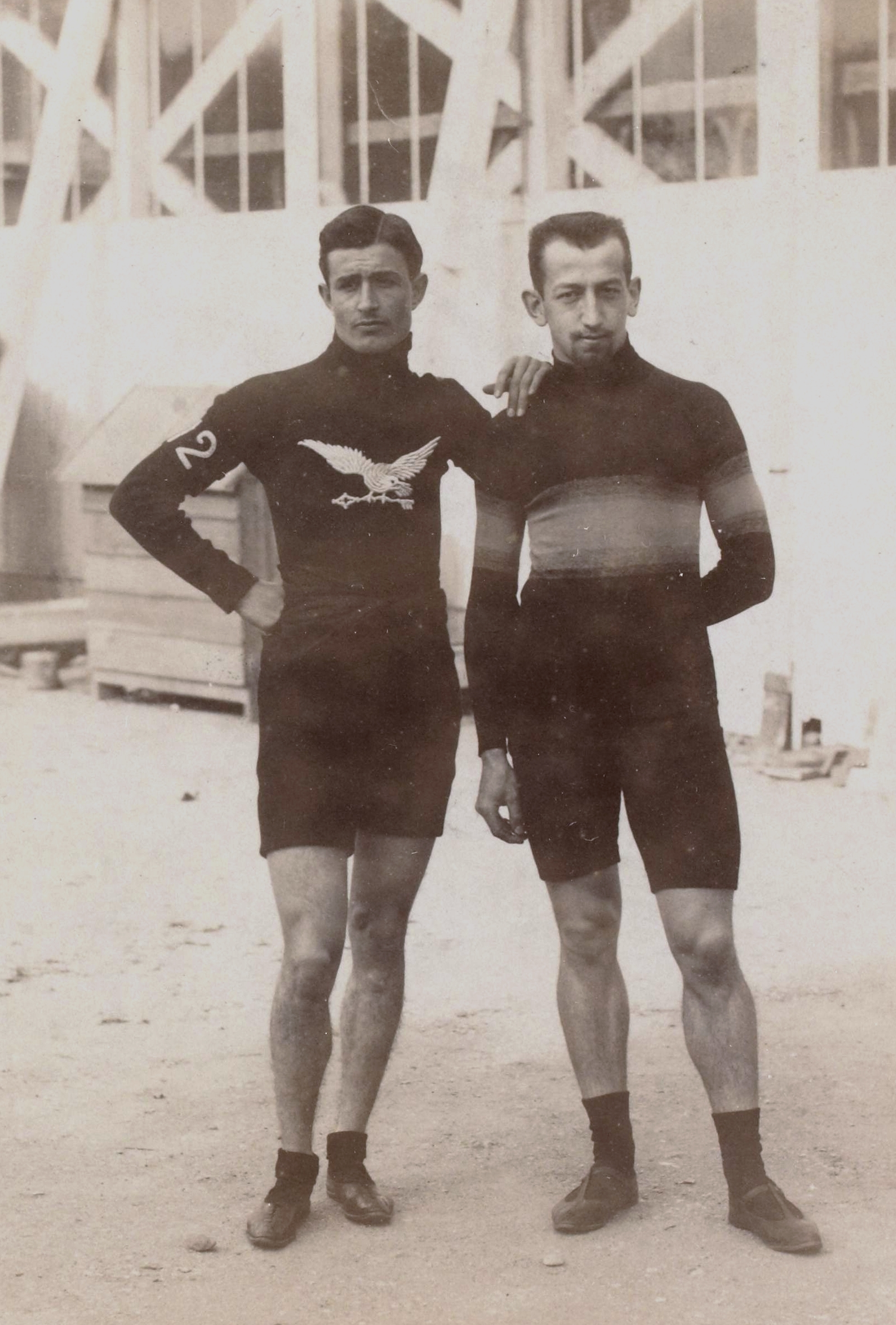
Théodore Champion (r.) mit Henri Henneberg (1898) vor Paris–Roubaix 1898

Théodore Champion (* 14. Februar 1873 in Genf; † 31. August 1954 in Chêne-Bourg) war ein Schweizer Radrennfahrer und späterer französischer Briefmarkenhändler.

## Radsport-Karriere
Théodore Champion gehörte zu den Schweizer Radsportlern der ersten Generation. Viermal – 1892, 1893, 1895 und 1896 – wurde er Schweizer Meister im Sprint. 1895 wurde er zudem Zweiter der Schweizer Meisterschaft im Strassenrennen.

## Philatelie

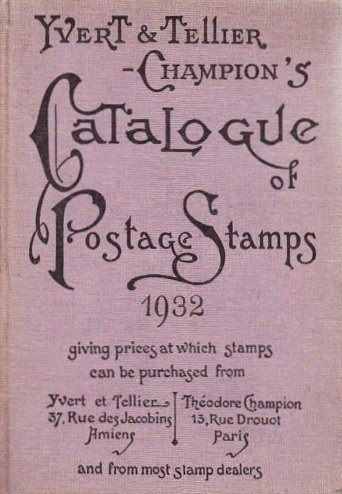
Yvert-Tellier-Champion-Katalog aus dem Jahre 1932

Die Mutter von Champion war eine begeisterte Briefmarkensammlerin, und ihre Kinder eiferten ihr früh nach. Nachdem Théodore Champion, der inzwischen schon eine beachtliche eigene Briefmarken-Sammlung sein Eigen nannte, 1899 seine Radsport-Karriere beendet hatte, zog er nach Paris. Dort wurde er zunächst Mitarbeiter des Briefmarkenhändlers Alfred Forbin, dessen Briefmarkenhandel er schon nach zwei Jahren erwarb und der noch heute unter dem Namen Ancienne Maison Théodore Champion existiert. Er avancierte zum wichtigsten Briefmarkenhändler von Paris, gab den bis heute publizierten Yvert-Tellier-Champion-Katalog für Briefmarken mit heraus und gehörte zu den Mitbegründern des Pariser Postmuseums, dem er wertvolle Stücke aus seiner Sammlung überliess. Besondere Berühmtheit erlangte er 1920, als er bei der Gilbert-Auktion vom 19. Mai für die damalige Rekordsumme von 116'912 Francs eine Rote und eine Blaue Mauritius ersteigerte. Die Blaue Mauritius hatte die Moens Nr. XII und die Rote Moens Nr. XI.
1923 nahm Champion die französische Staatsbürgerschaft an; er war zweimal verheiratet und liegt begraben auf dem Friedhof Montmartre. Théodore Champion selbst ist auf Briefmarken mehrerer Länder verewigt, so etwa 1969 auf einer aus Liechtenstein (Michel-Nr. 513).

## Ehrungen
- 1935 Ritter der Ehrenlegion[2]
- 1937 Unterzeichner der Roll of Distinguished Philatelists[2]
- 1948 Mitglied der «Académie de Philatélie»[2]